# Никифоров, Николай Иванович
Никифоров Николай Иванович (1886—1951) — русский учёный, юрист.

## Биография и деятельность
Николай Иванович Никифоров родился 29 апреля 1886 года в Киевской губернии.
В 1910 году окончил университет Св. Владимира в Киеве, был оставлен при университете для подготовки к профессорскому званию, в 1914 году сдал магистерские испытания и получил звание приват-доцента; с 1914 года по 1917 год состоял приват-доцентом университета Св. Владимира, в 1917-1919 годах и.д. экстраординарного профессора Омского политехнического института по кафедре всеобщей истории, 1920-1921 годах являлся профессором Иркутского государственного университета, в 1921-1922 годах — экстраординарный профессор Государственного Дальневосточного университета по той же кафедре, с 1 января 1922 года — и.д. экстраординарного профессора юридического факультета в Харбине по кафедре истории русского права.
На юридическом факультете в Харбине работал до ликвидации факультета в 1937 году (был его последним деканом). Во время работы на юридическом факультете, в конце 1920-х годов, создал и возглавил Русскую фашистскую организацию. Читал: историю русского права, всеобщую историю, историю экономических учений, новейшую всеобщую историю, историю торговли, экономическую политику, политическую экономию, экономическую географию, вёл практические занятия по общей истории и истории русского права, по истории хозяйственного быта и просеминарий по истории русского права.
В 1928 году защитил диссертацию «Сеньориальный режим во Франции в исходе старого порядка» на степень магистра всеобщей истории в Испытательной комиссии при Русской Академической Группе в Праге.
С марта 1929 по 1 февраля 1930 года — заместитель декана, с 1 февраля до ликвидации факультета — его декан, член и секретарь Испытательной комиссии, председатель исторического кружка. Н. И. Никифоров был редактором журнала «Вестник Маньчжурского педагогического общества». С февраля 1930 года занимался частной практикой.
Автор перевода на русский язык книги француза Леона дю Понсена «Тайные силы революции». В 1933 г. перевод публиковался в газете ВФП «Наш Путь».
В 1936 году переехал в Тяньцзинь, где с бывшим служащим КВЖД открыл частный банк. Позднее жил в Шанхае, где занимался частной практикой и преподаванием.
В 1945 году арестован Смершем и депортирован в СССР. Осуждён к 10 годам исправительно-трудовых лагерей, где и скончался.